# Drugi rząd Hansa Luthera
Drugi rząd Hansa Luthera – 20 stycznia 1926 - 18 maja 1926.
| Funkcja                                                 | Imię i nazwisko                                          | Partia              |
| ------------------------------------------------------- | -------------------------------------------------------- | ------------------- |
| Reichskanzler - Kanclerz Rzeszy                         | Hans Luther (do 14 maja 1926)                            | bezpartyjny         |
| Stellvertreter des Reichskanzlers - Wicekanclerz Rzeszy | Otto Geßler (od 14 maja 1926 p.o. kanclerza)             | DDP                 |
| Minister spraw zagranicznych                            | Gustav Stresemann                                        | DVP                 |
| Minister spraw wewnętrznych                             | Wilhelm Külz                                             | DDP                 |
| Minister sprawiedliwości                                | Wilhelm Marx                                             | Zentrum             |
| Minister finansów                                       | Peter Reinhold                                           | DDP                 |
| Minister gospodarki                                     | Julius Curtius                                           | DVP                 |
| Minister polityki żywnościowej i rolnictwa              | Hans Luther (p.o. do 25 stycznia 1926) Heinrich Haslinde | bezpartyjny Zentrum |
| Minister pracy                                          | Heinrich Brauns                                          | Zentrum             |
| Minister obrony                                         | Otto Geßler                                              | DDP                 |
| Minister transportu                                     | Rudolf Krohne                                            | DVP                 |
| Minister poczty                                         | Karl Stingl                                              | BVP                 |
| Minister do spraw terytoriów okupowanych                | Wilhelm Marx (p.o.)                                      | Zentrum             |